# Georges Gay
Pour les articles homonymes, voir Gay.
Georges Gay, né le 21 mars 1926 à Saint-Cirgues (Lot) et mort le 8 juillet 1997 à Toulouse (Haute-Garonne), est un coureur cycliste français. 

## Biographie
Professionnel durant les années 1950, Georges Gay compte notamment à son palmarès le classement général du Tour de l'Ariège 1958 et une dixième place au Tour d'Espagne 1955. 
Il participe à quatre Tour de France de 1955 à 1958. Lors de l'édition 1957, il se distingue dès le troisième jour de l'épreuve en terminant deuxième à Rouen, seulement devancé par Jacques Anquetil, qui remporte sa première étape sur le Tour,. Il se classe également deuxième de la dix-huitième étape (Saint-Gaudens - Pau), qui emprunte les cols du Tourmalet et de l'Aubisque, derrière un autre grand nom : Gastone Nencini.
Devenu dirigeant du Guidon Saint-Cyprien-Blagnac, puis du Guidon Sprinter-Club blagnacais, il forme notamment le jeune Laurent Jalabert avant son passage chez les professionnels.
Une cyclosportive est organisée en son nom autour de Blagnac.

## Palmarès
- 1952
  - Championnat du Limousin sur route
  - Grand Prix de Monpazier
- 1953
  - Championnat du Limousin sur route
- 1954
  - 3e étape du Tour de la Manche
  - 2e du Tour de Corrèze
  - 3e de Bordeaux-Saintes
- 1955
  - 3e de Bordeaux-Saintes
  - 10e du Tour d'Espagne
- 1957
  - 2eb étape du Tour de l'Aude
- 1958
  - Tour de l'Ariège :
    - Classement général
    - 2e étape
- 1959
  - 8e étape du Tour de l'Ariège

## Résultats sur les grands tours

### Tour de France
4 participations
- 1955 : 43e
- 1956 : abandon (11e étape)
- 1957 : 22e
- 1958 : abandon (19e étape)

### Tour d'Espagne
1 participation
- 1955 : 10e